# Мазеппа (Южная Дакота)
Мазеппа (англ. Mazeppa) — тауншип, расположенный в округе Грант, штат Южная Дакота, США.
Население составляет 79 человек в переписи 2000 года. 47 % жителей посёлка Мазеппа немецкого происхождения, а 11 % ирландского, остальные норвежского и английского.

## История

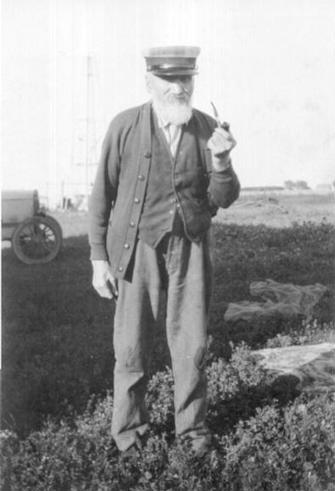
Предполагаемый основатель тауншипа Мазеппа — Карл Корс

Предположительно основан Карлом и Эрнестиной Koрс в 1885 году.

## География
Тауншип имеет общую площадь 134,075 км². Государственная автомобильная дорога Южной Дакоты № 81 является основным автомобильным маршрутом для жителей тауншипа.

## Население
По состоянию на 2000 год насчитывалось 79 человек, состоит из жителей, занятых в сельскохозяйственном производстве.
Плотность населения — 0,59 человек на квадратный километр. Мужчин — 53,16 %, женщин — 46,84 %. Расовый состав города — белые.
Возрастной состав населения:0-9 лет — 20,25 %, 10-19 — 2,53 %, 20-29 лет — 16,46 %, 30-39 лет — 16,46 %, 40-49 лет — 11,39 %, 50-59 лет — 6,33 %, 60-69 лет — 12,66 %, годы 70-79 — 10,13 %.

## Образование
16 % жителей Мазеппа возрасте 25 лет и старше имеют степень бакалавра или окончили колледж.